# Club de Futbol Reus Deportiu B
El Club de Futbol Reus Deportiu B va ser un club de futbol català amb seu a Cambrils, Baix Camp. Fundat l'any 1960 com a Futbol Club Cambrils, va ser el filial del CF Reus Deportiu. Van jugar els seus partits a casa al Camp Municipal de Cambrils.

## Història
Fundat l'any 1960 com a FC Cambrils, el club es va incorporar a l'estructura del CF Reus Deportiu l'any 2016, passant a denominar-se CF Reus Deportiu B. En la seva primera temporada després del canvi, el club va aconseguir l'ascens a Tercera Divisió després de quedar segon a Primera Catalana.
El 20 d'octubre de 2020, després de la dissolució del primer equip, també es va dissoldre el Reus B.

### Historial de noms
- Futbol Club Cambrils (1960–2016)
- Club de Futbol Reus Deportiu B (2016–2019)[1]

## Temporada a temporada
- Com a FC Cambrils

| Temporada | Nivell | Divisió    | Lloc | Copa del Rei |
| --------- | ------ | ---------- | ---- | ------------ |
| 1967–68   | 5      | 2a Reg.    | 9è   |              |
| 1968–69   | 6      | 2a Reg.    | 7è   |              |
| 1969–70   | 6      | 2a Reg.    | 8è   |              |
| 1970–71   | 6      | 2a Reg.    | 17è  |              |
| 1971–72   | 6      | 2a Reg.    | 9è   |              |
| 1972–73   | 6      | 2a Reg.    | 3r   |              |
| 1973–74   | 6      | 2a Reg.    | 12è  |              |
| 1974–75   | 6      | 2a Reg.    | 4t   |              |
| 1975–76   | 6      | 2a Reg.    |      |              |
| 1976–77   | 6      | 2a Reg.    | 7è   |              |
| 1977–78   | 7      | 2a Reg.    | 2n   |              |
| 1978–79   | 6      | 1a Reg.    | 1r   |              |
| 1979–80   | 5      | Reg. Pref. | 10è  |              |
| 1980–81   | 5      | Reg. Pref. | 16è  |              |
| 1981–82   | 5      | Reg. Pref. | 15è  |              |
| 1982–83   | 5      | Reg. Pref. | 10è  |              |
| 1983–84   | 5      | Reg. Pref. | 16è  |              |
| 1984–85   | 5      | Reg. Pref. | 18è  |              |
| 1985–86   | 6      | 1a Reg.    | 7è   |              |
| 1986–87   | 6      | 1a Reg.    | 10è  |              |

| Temporada | Nivell | Divisió     | Lloc | Copa del Rei |
| --------- | ------ | ----------- | ---- | ------------ |
| 1987–88   | 5      | Reg. Pref.  | 17è  |              |
| 1988–89   | 6      | 1a Reg.     | 3r   |              |
| 1989–90   | 6      | 1a Reg.     | 5è   |              |
| 1990–91   | 6      | 1a Reg.     | 18è  |              |
| 1991–92   | 8      | 2a Terr.    | 6è   |              |
| 1992–93   | 8      | 2a Terr.    | 2n   |              |
| 1993–94   | 7      | 1a Terr.    | 11è  |              |
| 1994–95   | 7      | 1a Terr.    | 16è  |              |
| 1995–96   | 7      | 1a Terr.    | 6è   |              |
| 1996–97   | 7      | 1a Terr.    | 1r   |              |
| 1997–98   | 6      | Pref. Terr. | 8è   |              |
| 1998–99   | 6      | Pref. Terr. | 11è  |              |
| 1999–2000 | 6      | Pref. Terr. | 6è   |              |
| 2000–01   | 6      | Pref. Terr. | 17è  |              |
| 2001–02   | 7      | 1a Terr.    | 4t   |              |
| 2002–03   | 7      | 1a Terr.    | 1r   |              |
| 2003–04   | 6      | Pref. Terr. | 10è  |              |
| 2004–05   | 6      | Pref. Terr. | 8è   |              |
| 2005–06   | 6      | Pref. Terr. | 8è   |              |
| 2006–07   | 6      | Pref. Terr. | 11è  |              |

| Temporada | Nivell | Divisió     | Lloc | Copa del Rei |
| --------- | ------ | ----------- | ---- | ------------ |
| 2007–08   | 6      | Pref. Terr. | 14è  |              |
| 2008–09   | 6      | Pref. Terr. | 9è   |              |
| 2009–10   | 6      | Pref. Terr. | 15è  |              |
| 2010–11   | 7      | 1a Terr.    | 7è   |              |
| 2011–12   | 6      | 2a Cat.     | 12è  |              |
| 2012–13   | 6      | 2a Cat.     | 9è   |              |
| 2013–14   | 6      | 2a Cat.     | 14è  |              |
| 2014–15   | 6      | 2a Cat.     | 6è   |              |
| 2015–16   | 6      | 2a Cat.     | 1r   |              |

- Com a CF Reus Deportiu B
- 2 temporades a Tercera Divisió